# All Mirrors
All Mirrors (с англ. — «Все зеркала») — четвёртый студийный альбом американской певицы и автора Эйнджел Олсен, изданный 4 октября 2019 года на лейбле Jagjaguwar. Все песни спродюсированы певицей и Джоном Конглтоном. В поддержку пластинки были выпущены два сингла — заглавный трек и «Lark». Диск получил восторженные отзывы от критиков, был признан одним из лучших в году, а также дебютировал на 52 строчке в Billboard 200. В августе 2020 года Олсен выпустила четвёртый альбом, Whole New Mess; часть композиций All Mirrors была перезаписана и включена в лонгплей.

## Отзывы критиков
| Совокупная оценка | Совокупная оценка |
| Источник          | Оценка            |
| ----------------- | ----------------- |
| Metacritic        | 89/100            |
| Оценки критиков   |                   |
| Источник          | Оценка            |
| AllMusic          | [ 4 ]             |
| The A.V. Club     | B−                |
| The Guardian      | [ 6 ]             |
| The Independent   | [ 7 ]             |
| Mojo              | [ 8 ]             |
| NME               | [ 9 ]             |
| Pitchfork         | 8.9/10            |
| Q                 | [ 11 ]            |
| Rolling Stone     | [ 12 ]            |
| Uncut             | 8/10              |

All Mirrors получил восторженные отзывы от музыкальных критиков; его рейтинг на сайте Metacritic составляет 89 баллов из 100 на основе 27 рецензий, что соответствует «всеобщему признанию». Стивен Дейснер из Uncut отметил любовь Олсен к смене музыкального стиля, «и хотя каждый раз она делает это потрясающе, All Mirrors — её ключевая работа». Виктория Сигел из Mojo оценила пластинку на четыре звезды из пяти и отметила эмоциональность текстов. Обозревательница журнала Q сравнила пластинку с «романом, полным ностальгии», отметила, как она доступна для восприятия, и описала её как «безумно красивую и захватывающую».

## Список копмпозиций
Все тексты написаны Эйнджел Олсен; авторы музыки — Олсен и Бен Бэббит.
| №                   | Название            | Длительность |
| ------------------- | ------------------- | ------------ |
| 1.                  | «Lark»              | 6:19         |
| 2.                  | «All Mirrors»       | 4:42         |
| 3.                  | «Too Easy»          | 2:58         |
| 4.                  | «New Love Cassette» | 3:27         |
| 5.                  | «Spring»            | 3:23         |
| 6.                  | «What It Is»        | 3:17         |
| 7.                  | «Impasse»           | 4:24         |
| 8.                  | «Tonight»           | 4:39         |
| 9.                  | «Summer»            | 4:05         |
| 10.                 | «Endgame»           | 5:20         |
| 11.                 | «Chance»            | 6:00         |
| Общая длительность: | Общая длительность: | 48:33        |

## Чарты
| Чарт (2019)                        | Высшая позиция |
| ---------------------------------- | -------------- |
| Австралия (ARIA)                   | 27             |
| Бельгия/Фландрия (Ultratop)        | 46             |
| Бельгия/Валлония (Ultratop)        | 155            |
| Франция (SNEP)                     | 199            |
| Германия (Offizielle Top 100)      | 74             |
| Ирландия (IRMA)                    | 49             |
| Новая Зеландия (Recorded Music NZ) | 28             |
| Португалия (AFP)                   | 13             |
| Шотландия (Scottish Albums Chart)  | 11             |
| Испания (PROMUSICAE)               | 69             |
| Швейцария (Schweizer Hitparade)    | 62             |
| Великобритания (UK Albums Chart)   | 28             |
| США (Billboard 200)                | 52             |